# El Sitjar (Salt)
Can Sitjar o el Sitjar o és una masia fortificada al pla de Salt (el Gironès) protegida com a bé cultural d'interès local.

## Arquitectura
És una construcció rural de planta quadrangular amb pati interior i una antiga torre de defensa ocupant un costat. Adossats a l'edificació principal hi ha diferents cossos annexes i també una galeria. El conjunt queda tancat, en part, per un mur que presenta una portalada emmarcada amb carreus i que dona accés a l'interior. El cos principal es desenvolupa en planta baixa, pis i golfes. La coberta és de teula àrab a una vessant i la majoria d'obertures són emmarcades amb carreus de pedra ben tallats. A la part posterior hi ha algunes espitlleres. La torre és de planta rectangular, amb una coberta de teula àrab a dues vessants. A la part superior de les dues façanes perpendiculars al carener hi ha dues petites obertures amb arc rebaixat. El conjunt és de parets portants de maçoneria, amb carreus a les cantonades. Les cantonades presenten restes d'arrebossat.
Separada del conjunt hi ha una petita construcció de planta quadrangular, parets portants de maçoneria amb carreus a les cantonades i coberta de teula àrab a dues vessants. El bigam de la coberta és de tirada doble, paral·lel a la façana principal, descansa sobre una jàssera central suportada per una jàssera lleugerament deformada i un tac de fusta per donar inclinació a la coberta.

## Història
Actualment l'edifici es troba inclòs dins el Catàleg d'edificis a protegir annex al Pla General de Salt, aprovat el 6-4-87. No s'ha localitzat documentació que es remunti als segles XIII o XIV, però si que es coneixen documents amb referència a la masia o domus dels segles XIV i XV, quan fou probablement propietat dels Sitjar, que li donaren nom, destacada família de Girona. En el setge de Girona de 1469 el mas servir de plaça forta per les tropes del Duc de Lorena. Al segle XVI la casa va ser objecte de diverses reformes.